# Girls' Invasion
Girls' Invasion è il primo album in studio del girl group sudcoreano Lovelyz, pubblicato nel 2014.

## Tracce
1. Introducing The Candy (Intro) – 0:55
2. Candy Jelly Love – 3:45
3. Good Night Like Yesterday (어제처럼 굿나잇) – 3:39
4. Goodbye Chapter 1 (이별 Chapter 1) – 2:44
5. Getaway (비밀여행) – 3:42
6. Stranger (남보다 못한 사이) (Baby Soul Feat. Wheesung) – 4:08
7. She's a Flirt (Baby Soul & Kei feat. DongWoo of INFINITE) (그녀는 바람둥이야) – 3:14
8. Delight (Yoo Ji-ae) – 3:28
9. Gone (너만 없다) (JIN) – 3:58

## Hi~
Il 3 marzo 2015 l'album è stato riedito e ripubblicato con il titolo Hi~ e con l'aggiunta di due nuove tracce.

### Tracce
1. Introducing the Candy (Intro) – 0:55
2. Candy Jelly Love – 3:45
3. Hi~ (안녕) – 3:39
4. Joyland (놀이공원) – 2:44
5. Good Night Like Yesterday – 3:42
6. Goodbye Chapter 1 (이별 Chapter 1) – 4:08
7. Getaway (비밀여행) – 3:14
8. Stranger (남보다 못한 사이) (Baby Soul Feat. Wheesung) – 3:28
9. She's a Flirt (Baby Soul & Kei feat. Dongwoo of Infinite) (그녀는 바람둥이야) – 3:58
10. Delight (Yoo JiAe) – 3:28
11. Gone (너만 없다) (JIN) – 3:15

## Classifiche
| Classifica (2014) | Posizione massima |
| ----------------- | ----------------- |
| Corea del Sud     | 7                 |